# Salomonøernes Arbejderparti
Salomonøernes Arbejderparti (Solomon Islands Labour Party) er et socialistisk politisk parti på Salomonøerne. Partiet blev grundlagt af Salomonøernes Fagforeningsråd i 1988. Dets leder er Joses Tuhanuku.
Ved parlamentsvalget i 2006 fik partiet 1733 stemmer (0.9%), men det lykkedes ikke at opnå repræsentation i parlamentet.